# Hôpital Al-Ahli Arabi
L'hôpital Al-Ahli Arabi (en arabe : المستشفى الأهلي العربي) est un hôpital situé à Gaza. Il est situé dans le quartier Al-Zaytoun, au sud du centre-ville, et il est administré par le diocèse anglican de Jérusalem. Il est considéré comme l'un des plus vieux hôpitaux de la ville, en ayant été fondé en 1882,. En arabe, son nom signifie L'Hôpital du Peuple Arabe.

## Histoire
Après sa fondation en 1882 par les anglicans, l'hôpital fut géré entre 1954 et 1982 par la Mission Médicale de la Convention baptiste du Sud. Depuis 1980, l'hôpital est géré par l'Église épiscopalienne de Jérusalem.

### Conflit israélo-palestinien
Le 14 octobre 2023, le centre de traitement du cancer de l'hôpital est touché par des frappes israéliennes, blessant quatre membres du personnel et endommageant gravement deux des étages supérieurs. Les services de mammographie et d'échographie sont les plus touchés.

#### Explosion
Dans la soirée du 17 octobre 2023, une explosion se produit dans la cour qui abritait de nombreuses personnes déplacées à cause de la guerre. Cette explosion entraîne la mort de nombreux Palestiniens et beaucoup d'autres sont blessés,. Le Hamas accuse immédiatement Israël d'être responsable de la frappe. Tsahal affirme qu'il s'agit de la retombée d'une roquette tirée par le Jihad islamique palestinien,,,.
L’hôpital est bombardé par Tsahal le 13 avril 2025, tuant un enfant et rendant l’hôpital inopérant.